# Paola Navone
Paola Navone (Torino, 1950) è un'architetta e designer italiana.

## Biografia
Dopo la laurea in architettura nel 1973 presso il Politecnico di Torino, inizia una collaborazione con la rivista Casabella e aderisce ad "Alchimia", un collettivo anticonformista della tradizione culturale del design in Italia. Ha lavorato quindi con numerosi marchi rinomati come Armani Casa, Knoll International, Alessi, Driade, Casamilano, Dada, Molteni, Bisazza, Emu, Roche Bobois, Swarovski, Riva 1920, Baxter, Poliform, Ivano Redaelli e Lando. 
Dal 1998, ricopre il ruolo di direttrice artistica per Gervasoni, una società dal forte impatto nel settore del design.
Navone, con il suo stile anticonvenzionale, trae ispirazione dai suoi viaggi e dalla quotidianità, creando mobili e oggetti che combinano influenze orientali e occidentali, come la lampada Sweet 96 e il divano componibile Panda Sofa.

## Riconoscimenti
- (1983) Osaka International Design Award.
- (2000) Designer of the Year, Architektur&Wohnen.
- (2011) Elle Deco International Design Awards.
- (2014) Entra nella Hall of Fame di Interior Design Magazine.
- (2018) Elle Deco International Design Awards[3].

## Pubblicazioni (parziale)
- Architettura radicale, di Paola Navone e Bruno Orlandoni, Grafiche Milani, Segrate (MI), 1974.
- Paola Navone, di Paola Navone e Caroline Klein, Daab, Köln, 2010[4].